# هنري شتاينر
هنري شتاينر (بالألمانية: Henry Steiner)‏ هو مصمم جرافيك نمساوي، ولد في 1934 في فيينا في النمسا.